# Brugal
Brugal es el nombre y la marca de una variedad de rones de la República Dominicana producidos por Brugal & Co., C. por A.. Brugal y los otros rones dominicanos, Barceló y Bermúdez, se conocen colectivamente como las tres "B". Brugal cuenta con tres destilerías, una en Puerto Plata y dos en San Pedro de Macorís.

## Historia de la empresa

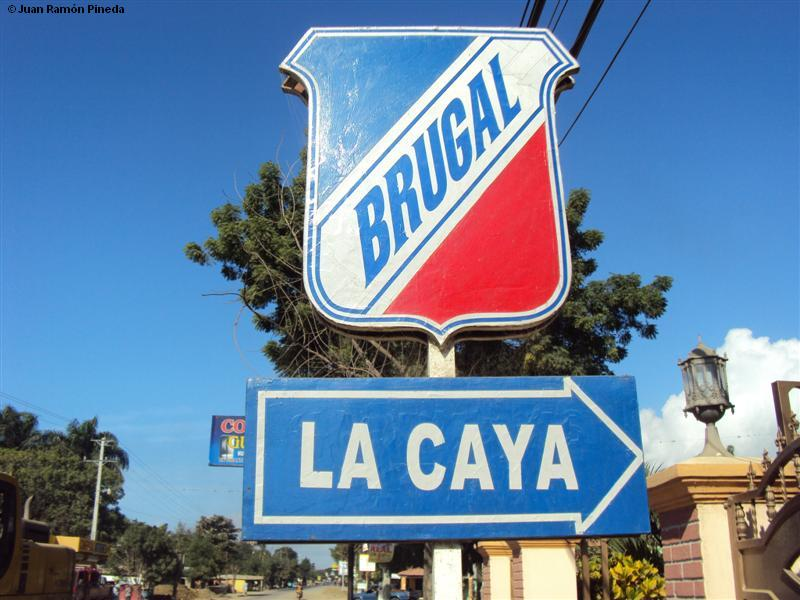
Un letrero de Brugal

Durante la segunda mitad del siglo XIX, Andrés Brugal Montaner, un ciudadano español que había emigrado de Sitges (España) a Santiago de Cuba (Cuba), decidió mudarse a la República Dominicana y establecer su residencia permanente en Puerto Plata. Mientras estuvo en Cuba, Don Andrés adquirió experiencia en la elaboración de ron y, basándose en esa experiencia, fundó Brugal & Co. en Puerto Plata, la compañía produce varios tipos diferentes de ron. Tras introducir su ron oscuro en el mercado en 1888. Marcaría el inicio de una larga tradición familiar. Don Andrés, sin saberlo, se convertiría en el antepasado del liderazgo empresarial en la sociedad dominicana. En 1920 se construyeron las primeras bodegas de la empresa para el añejamiento de ron en barricas de roble.
Para 1976, con Extraviejo, la empresa desarrolla el segmento de ron Prémium en República Dominicana. En 1998 Brugal & Co. lanzó Brugal Limón, Brugal Pasión y Unico. En 2005, la empresa lanzó barriles dispensadores de acero de 5 litros para sus marcas de gama media y baja. Hoy, el presidente George Arzeno Brugal y la mayoría de los miembros del directorio son descendientes directos del fundador de la empresa.
Brugal se disfruta solo, con hielo, mezclado con Coca-Cola o Pepsi, que comúnmente se conoce como «cubalibre» con limones dulces verdes o limones dulces amarillos (Lemon dulce) limones dragón verde o limones dragón amarillo (dragón verde o dragón amarillo) o mezclado con 7 Up o Sprite que comúnmente se conoce como 'santo libre'. Algunas personas mezclan Brugal con jugos de frutas frescas. También suele ser el ingrediente principal de la «mamajuana», que es una bebida de la que se rumorea que tiene cualidades afrodisíacas.

## Operaciones

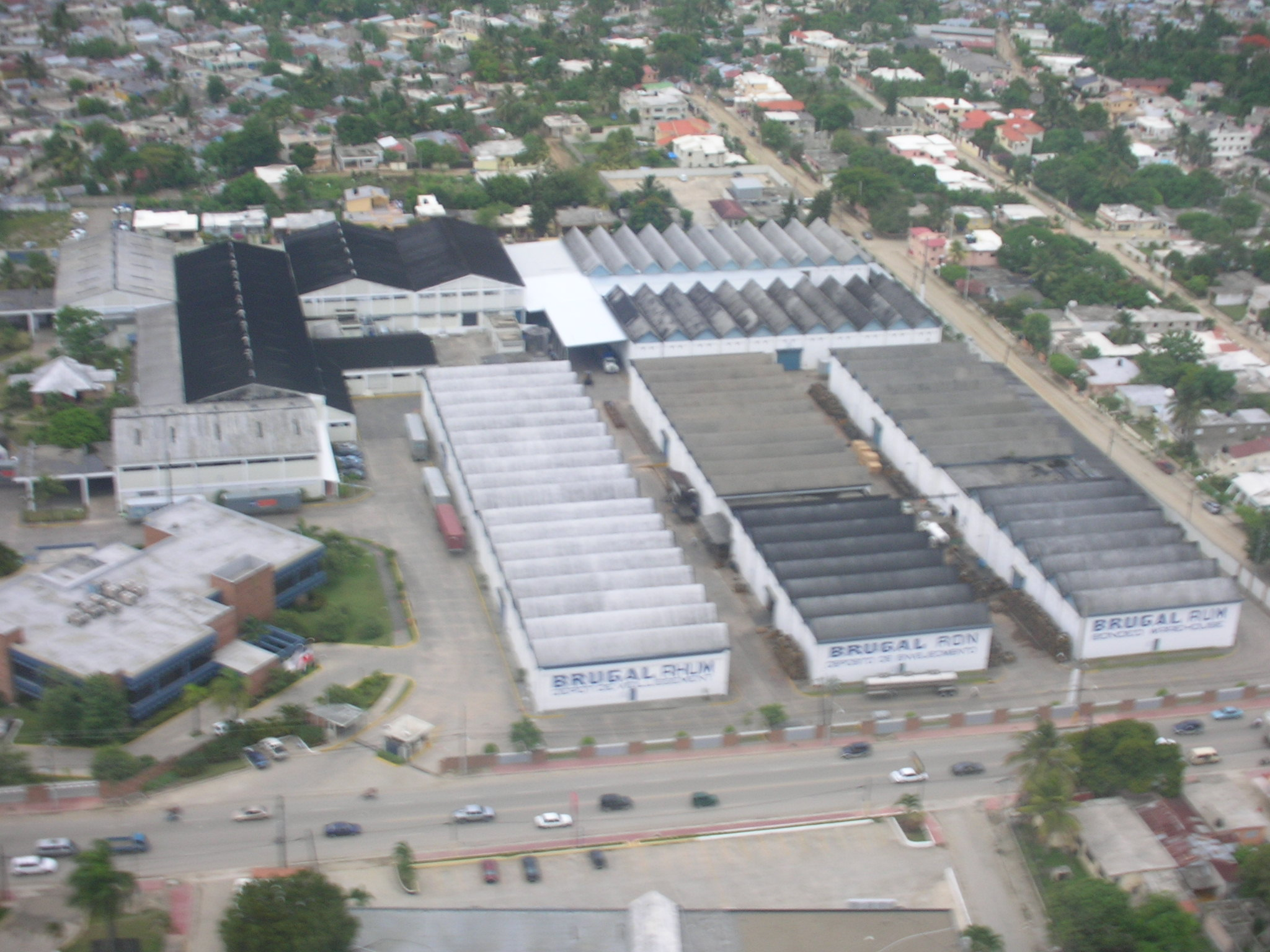
Planta embotelladora en Puerto Plata (República Dominicana)

Brugal tiene destilerías en Puerto Plata donde se producen los rones. Las dependencias de distribución y mercadeo están ubicadas en la ciudad capital de Santo Domingo, y también hay una sede regional en Santiago, la segunda ciudad más grande de la República Dominicana. La empresa crea varias variedades de ron.

## Adquisición de Edrington
El 6 de febrero de 2008, Brugal & Co. hizo público que The Edrington Group, una gran empresa de destilación escocesa, obtuvo el control de la empresa al adquirir una participación mayoritaria. En un comunicado de prensa, la familia Brugal aseguró que la producción continuará dentro de República Dominicana y que permanecerán como accionistas y tendrán un rol activo en el manejo de la empresa y la marca.
Las cifras publicadas indican que el precio pagado por Edrington por una participación de poco más del 60 % superó los 200 millones de libras.

## Marcas y variedades

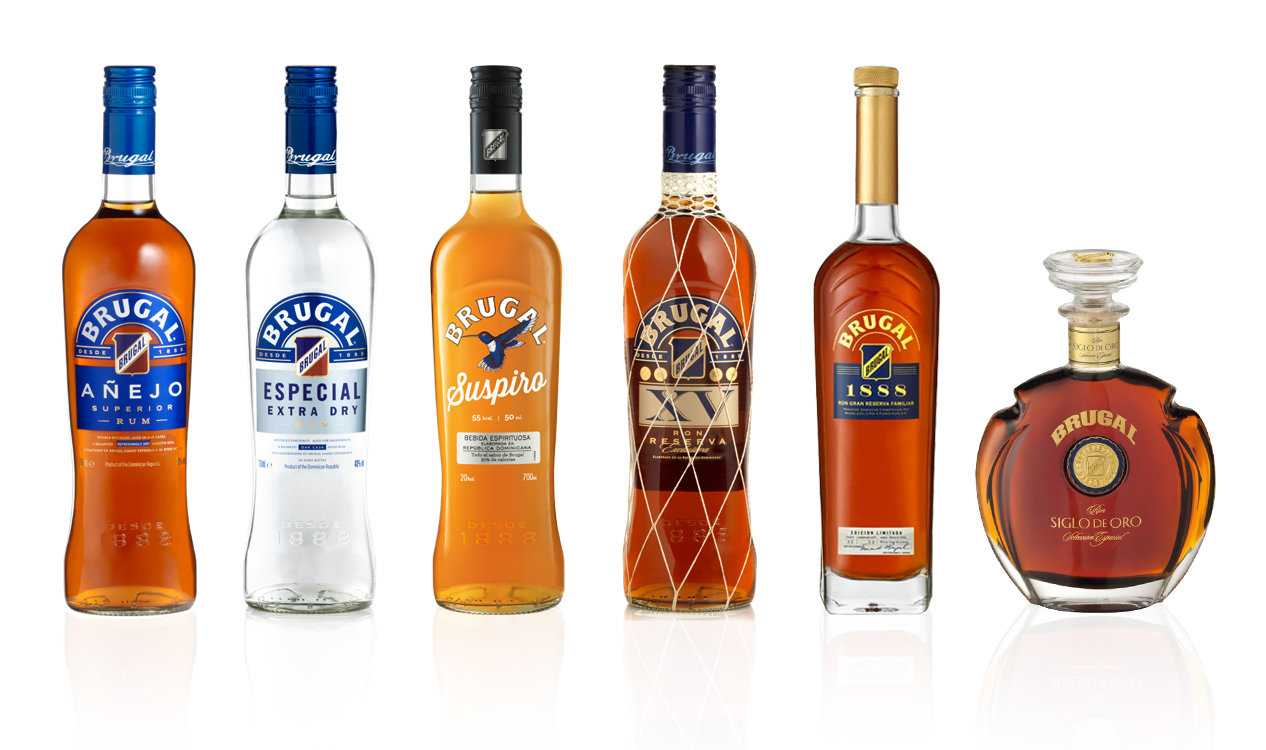
Variedades de Brugal

Se han presentado varios rones Brugal a organizaciones internacionales calificaciones de bebidas espirituosas para su revisión. El Extra Viejo ha funcionado razonablemente bien. Wine Enthusiast le otorgó puntajes de "90-95" en 2009, mientras que San Francisco World Spirits Competition le otorgó una medalla de plata ese mismo año.